# Бајракли џамија у Београду
Бајракли џамија је саграђена око 1575. године, као једна од 273 џамије и месџида (посебне исламске богомоље), колико их је у турско доба било у Београду (Путописи Евлије Челебије). Првобитно се звала Чохаџи-џамија, по задужбинару, трговцу чохом, Хаџи-Алији. Бајракли џамија је једнопросторна грађевина са куполом и минаретом. У време аустријске владавине (1717—1739) претворена је у католичку цркву (када је и срушен највећи број београдских џамија).
По повратку Турака, поново је постала џамија. Хусеин-бег, ћехаја (помоћник) главног турског заповедника Али-паше, обновио је богомољу 1741. године, па се неко време звала Хусеин-бегова или Хусеин-ћехајина џамија. Крајем 18. векa названа је Бајракли-џамија, по барјаку који се на њој истицао као знак за једновремени почетак молитве у свим џамијама. После обнове у 19. веку, коју су предузели српски кнезови, постаје главна градска џамија.
Налази се у улици Господар Јевремовој 11, а уз џамију се налази и медреса, верска средња школа. Бајракли џамија је спаљена 18. марта 2004, након мартовских немира на Косову и Метохији, као „одговор“ на паљење српских цркава на Косову. Џамија је касније делимично обновљена, и тренутно је једина активна џамија у граду Београду.

## Историја
Од некадашњих више стотина џамија и бројних мањих исламских богомоља месџида, у Господар Јевремовој улици број 11 једини је сачувани и активни објекат исламске верске архитектуре у Београду. Налази се на падини према Дунаву, у близини раскршћа са улицом Краља Петра. Некада је доминирала у амбијенту претежно ниских приземних кућа прометне трговачке и занатлијске четврти београдске вароши Зерека.
Од османлијског путописца Евлије Челебије очувани су описи Београда 17. векa у којима је сликовито дочаран изглед града у периоду турске владавине, са разноликим објектима исламске архитектуре. Бајракли џамију су у другој половини 19. века описивали историчари и путописци Константин Јиречек, Ђузепе Барбанти Бродано као и археолог и етнолог Феликс Каниц. Претпоставља се да је данашња Бајракли џамија изграђена на месту старијег месџида, највероватније у другој половини 17. века, као задужбина турског владара султана Сулејмана II (1687—1691). Према некадашњим обновитељима првобитно је била Чохаџи-хаџи Алијина и касније Хусеин-ћехајина џамија, док је данашњи назив добила крајем 18. У њој као главној џамији, боравио је и мувекит, човек који је прорачунавао тачно хиџретско време према исламском календару (који је почињао од 622, године, тј. године хиџре или преласка пророка Мухамеда из града Меке у Медину) ради одређивања светих дана, регулисао механизам сата и истицао заставу на минарету, у знак истовременог почетка молитве у свим осталим исламским богомољама у београдској вароши. За време аустријске владавине 1717—1739. године, служила је као катедрална католичка црква, a са повратком Турака 1741. године обновљена је првобитна намена. У 19. веку су је обнављали владари из династије Обреновић, кнез Михаило и краљ Александар Обреновић.
Кнез Михаило Обреновић наложио је 1868. године министру просвете и црквених дела да изабере једну од постојећих џамија и оспособи је за обављање муслиманских верских обреда, када је осим џамије поправљена и дворишна зграда уз њу. Министар просвете и црквених дела упутио је Државном савету Кнежевине Србије акт од 10. маја 1868. године следеће садржине:
”Да не би мухамеданци, који се по својим пословима у Београду баве, без религиозне утехе били, Његова Светлост благоизволела је наредити да се једна од овдашњих џамија поправи за богомољу њихову. Услед овог високог налога, изабрана је као најцелисходнија ”Бајрак” џамија и министар грађевина као по молби мојој изаслао је стручне људе, те су исту џамију, као и једну кућу до ње, где ће хоџа обитовати, прегледали ....“ Делфа Иванић је писала да је њен поочим Михаило Богићевић као председник Београдске општине, обновио
београдску џамију и уз њу хоџин стан.
Указом кнеза Михаила Обреновића из маја 1868. године овлашћен је био министар просвете и црквених дела да „издаје хоџи по 240, а мујезину 120 талира годишње“, а службеници џамије су се издржавали и захваљујући приходима од непокретности – вакуфских добара. Први имам и мујезин у Бајракли џамији постављени су исте 1868. године.
Између два светска рата џамију је обнављала и Општина града Београда, када је 1935. године први пут заштићена Уредбом о заштити београдских старина. Рестаурација је извођена неколико пута и након Другог светског рата од стране Народног одбора града Београда и Завода за заштиту и научно проучавање споменика културе, а од средине шездесетих година 20. века и Завода за заштиту споменика културе града Београда. После новијих оштећења 2004. године изведени су конзерваторски радови на санацији и рестаурацији камене фасаде са обновом прозорских отвора.
Августа 2023. године, ЈП Поште Србије издало је поштанску марку поводом 500 година постојања Бајракли џамије.

### Архитектура
Архитектура џамије припада типу једнопросторне кубичне грађевине са куполом и минаретом. Масивних зидова и са мало отвора, грађена је од камена, а неки сегменти изведени су у опеци и камену. Грађевина је квадратне основе, док осмострану куполу носе источњачки поткуполни лукови и нише – тромпе, са скромном декорацијом конзола. Неуједначен је број прозорских отвора на фасадама, док се по један налази на свакој страни тамбура куполе. Поткуполни носачи и сви отвори на грађевини завршавају се карактеристично оријенталним преломљеним луковима. Са спољне северозападне стране постављено је минаре – уска кула купастог крова, са кружном терасом при врху, са које мујезин позива вернике на молитву. Наспрам улаза, у унутрашњости џамије налази се најсветији простор – михраб, плитка ниша са раскошним украсом свода, постављена у правцу светог града Меке ка југоистоку, док је уздигнута дрвена проповедаоница (минбер или мимбар) постављена десно од михраба, у југозападном углу. Над улазом је дрвена галерија (махфил) са које се доспева и до шерефе, терасе на минарету.
Унутрашња декорација џамије је веома скромна. Зидови су неомалтерисани са плитким профилацијама, ретким стилизованим флоралним и геометризованим мотивима и калиграфским натписима стихова из муслиманске свете књиге Курана, затим именима првих праведних верских поглавара калифа, као и божјих величанствених особина и имена, исписаних арапским писмом на посебно украшеним резбареним плочама левхама. Пред улазом у џамију је постојао и засведени аркадни трем са три мање куполе. У дворишту се налази чесма за молитвено умивање, као и верска школа (медреса) са библиотеком. Бајракли џамија представља главни исламски културни центар у Београду. Данас је помало скривена у амбијенту виших стамбених објеката у Господар Јевремовој улици.
Због старине, реткости, очуваности изворне намене, као и репрезентативности верске архитектуре и исламске културе стављена је 1946. године под заштиту државе као споменик културе, а 1979. године утврђена за културно добро од великог значаја.

## Галерија
- Спољашњост Бајракли џамије
- Спољашњост Бајракли џамије
- Спољашњост Бајракли џамије
- Спољашњост Бајракли џамије
- Спољашњост Бајракли џамије
- Спољашњост Бајракли
- Спољашњост Бајракли џамије
- Спољашњост Бајракли џамије
- Спољашњост Бајракли џамије
- Спољашњост Бајракли џамије
- Спољашњост Бајракли џамије
- Унутрашњост Бајракли џамије
- Унутрашњост Бајракли џамије
- Бајракли џамија
- Спољашњост Бајракли џамије